# Moteur de veille
 (août 2021).
Si vous disposez d'ouvrages ou d'articles de référence ou si vous connaissez des sites web de qualité traitant du thème abordé ici, merci de compléter l'article en donnant les références utiles à sa vérifiabilité et en les liant à la section « Notes et références ».
Un moteur de veille est un logiciel utilisé dans le cadre d’une démarche de veille stratégique dédiée à la veille en entreprise afin de piloter son activité de surveillance sur Internet. 

## Les différents types de veille
Il existe plusieurs types de veille en fonction de son besoin et de son secteur d’activité : 
- La veille sectorielle et veille juridique permet de surveiller son secteur d’activité (clients, fournisseurs, actualité, etc.)
- La veille réglementaire permet de se tenir informé de l’évolution des règlementations du secteur sur lequel la société évolue ou souhaite évoluer.
- La veille commerciale permet de surveiller les appels d’offres et l’activité des clients ou prospects.
- La veille concurrentielle sert à suivre l’activité des autres acteurs du marché et détecter les éventuelles opportunités ou menaces.
- La veille technologique permet de surveiller l’évolution des technologies (apparition ou modification de brevets, par exemple) afin d’anticiper l’avenir.
- La veille image permet de savoir ce qui se dit sur une société, un chef d’entreprise, une marque ou des produits et services sur les sites web d’avis de consommateurs, les forums, les réseaux sociaux, etc.

La mise en place de ce type d’outils nécessite une méthodologie bien définie ; en effet, la mise en place du moteur de veille (en adéquation avec les besoins exprimés) s’articule dans une logique pérenne  d’optimisation de la connaissance de l’entreprise, en vue de prendre les meilleures décisions stratégiques.
Le moteur de veille est donc le cœur technologique d’une cellule de veille, qui doit cependant être constituée d’humain afin d’en assurer le bon fonctionnement, et la cohérence du cycle de l’information. 
L’aspect humain est tout aussi important dans le choix d’un moteur de veille, pour plusieurs raisons : 
- Le veilleur, en accord avec sa hiérarchie, exprime ou collecte les besoins de l’organisation.
- Il choisit l’outil le mieux adapté en fonction des contraintes techniques et budgétaires.
- Il le paramètre et l’utilise au quotidien.
- Le veilleur fait remonter les nouveaux besoins et les « retours utilisateurs » (feedback) afin d’optimiser les processus de veille.

## Architecture technique
Les moteurs de veille peuvent être utilisés selon plusieurs architectures :
- « Client lourd » : ceci signifie que le moteur de veille sera installé directement sur la ou les postes de travail des utilisateurs ; dans ce cas, l’intégration dans le système d’information de l’utilisateur est plus ou moins lourde et complexe.
- « Client léger » : ceci signifie que le moteur de veille est accessible par l’utilisateur via un navigateur Web ; rien n’est installé sur le poste de l’utilisateur.
- Mode « SaaS » : En mode « Saas », l’utilisateur accède au moteur de veille sur un autre poste que son propre poste (ou sur un serveur) ; ceci signifie que le moteur  de veille n’est pas installé sur le poste du veilleur, mais une machine différente à laquelle il se connecte via d’autres outils.